# دومينيكو البرتي
دومينيكو البرتي (بالإنجليزية: Domenico Alberti)‏ (و. 1710 – 1746 م) هو عازف هاربسكورد، وملحن، ومغني، وعازف بيانو من جمهورية البندقية، ولد في البندقية، توفي في روما، عن عمر يناهز 36 عاماً.

## مؤلفاته
مؤلفات كثيرة في دومينيكو البرتي Domenico Alberti مؤلف موسيقي إيطالي ومغني وعازف على آلة الكلافسان Clavecin، ومن نبلاء مدينة البندقية ولد فيها وتوفي قرب روما، درس الموسيقى مع استاذيه بيفّي ولوتّي Biffi and Lotti. وشغل منصب سفير لحكومة كل من روما واسبانيا.
[1] اقترن اسم البرتي بحركة الخفيض bass المسمى باسمه Alberti bass ويعني هذا المصطلح الموسيقي تحليل علامات الاتفاق Chord الى علامات مفردة تعزف الواحدة تلو الاُخرى بطريقة التجنيك arpège في القرار بدلاً من عزفها في أن واحد وقد خصصت هذه الحركة لعزفها باليد اليسرى بالآلات الموسيقية ذات لوحات الملامس كالبيانو. ومع ان هذه الطريقة سميت باسمه فالغالب أنه لم يبتكرها وانما استخدمها كثيرا في أعمال كثيرة لمؤلفي النص الثاني من القرن  الثامن عشر مثل هايدن Haydn وموتسارت Mozart في مؤلفته "سوناتا" من دو الكبير.
تتصف اعمال البرتي الموسيقية بالحساسية والشاعرية. وقد دوّن الاوبرا، والسوناتا، والكلافسان، وفي الموسيقى الكنسية.